# Ney Ortiz Borges
Ney Ortiz Borges (Soledade, 25 de junho de 1924 – Porto Alegre, 24 de fevereiro de 2021) foi um advogado, jornalista e político brasileiro.
Filho de Sebastião Joaquim Borges e Juvelina Ortiz Borges, nasceu no 8° distrito de Soledade em 25 de junho de 1924.
Aos 16 anos, por decisão de seu pai, deixou as atividades rurais, passando a estudar no Instituto Educacional de Passo Fundo.
Aos 18 anos, em 1942, veio para Porto Alegre, passando a trabalhar durante o dia e estudar à noite, quando perdeu a mãe e em seguida o pai, tendo assim, de assumir a chefia da família formada por seis irmãos, que vieram residir com ele em Porto Alegre.
Dedicado exclusivamente aos irmãos, ao trabalho e aos estudos, em 29 de outubro de 1945, foi surpreendido com o histórico acontecimento da queda do Governo de Getúlio Vargas, incentivando ainda mais o movimento “QUEREMOS GETÚLIO” – mais tarde conhecido como o “Queremismo”, que despertou na juventude a paixão pela política. Ainda neste momento, Foi quando conheceu Leonel Brizola e vários outros companheiros com quais
fundaram a “Ala Moça” do antigo PTB da qual mais tarde foi eleito o terceiro presidente.
Humilde, tendo a necessidade de manter a si e aos irmãos, trabalhava como vendedor ambulante e posteriormente como vendedor de seguros.
Fez o curso Científico no Colégio Estadual Julio de Castilhos, ingressando em 1948 na Universidade Federal do Rio Grande do Sul, onde cursou a Faculdade de Direito de Porto Alegre, na qual se formou em dezembro de 1952.
Ao mesmo tempo, Ney Ortiz Borges lecionou português no SENAC, na Escola de Comercio do Sindicato dos Comerciários e no colégio Rosário.
No ano de 1953 foi Conselheiro do SENAC, indicado como representante do Ministério da Educação.
Um ano depois, em 1954 foi escolhido advogado do DAER tendo trabalhado no serviço de desapropriação do leito da rodovia Porto Alegre – Uruguaiana, quando despertou ainda mais seu interesse em trabalhar pelo povo.
Devido ao gigantesco esforço empreendido nas causas sociais, no dia 3 de outubro de 1955, elegeu-se Vereador à Câmara Municipal de Porto Alegre, onde teve atuação marcante, como, resumidamente, a seguir veremos:
1. Como presidente da Comissão de Finanças e Orçamentos deu celeridade à aprovação de importantes projetos encaminhados à Câmara por Leonel Brizola, como o Plano Educacional, o Plano de Transportes Urbanos, o Aterro da Beira Rio, que permitiu uma verdadeira revolução na cidade, com a implantação do Estádio Beira Rio, a Câmara de Vereadores, o Tribunal de Justiça, o Fórum Estadual, a Justiça Federal, a Av. Borges de Medeiros, a Av. Beira Rio etc.
2. Foi o autor da lei que criou o primeiro Bairro de Porto Alegre: o Bairro Medianeira.
3. Sugeriu a criação da EPATUR, Empresa Porto Alegrense de Turismo, até hoje conhecida por todos os Porto-alegrenses;
4. Como vereador de Porto Alegre, Ney iniciou a discussão sobre a implantação do transporte gratuito na cidade, o que então lhe valeu
tremenda crítica de parte da imprensa, que questionavam: “Quem pagará a passagem?”. 
5. Devido ao trabalho desenvolvido em seu primeiro mandato político foi reconhecido pela Imprensa como destaque político.
Em 3 de outubro de 1958, elegeu-se deputado estadual pelo antigo PTB, destacando-se sua atuação no plenário, alguns dos seguintes feitos:
1. Vice - líder e líder do antigo PTB na Assembléia Legislativa tornou-se um dos maiores defensores do patriótico governo de Leonel Brizola, sempre alvo de violentas críticas da oposição.
2. Participou ativamente do Movimento da Legalidade, tanto que, amigo pessoal de seu companheiro de bancada, deputado Paulo Couto, casado com uma senhora da família Rossi, donos da fábrica Amadeu Rossi S.A., fabricante de armas de caça e revólveres de alta precisão, conseguiu que a empresa não apenas passasse a fornecer as armas que possuía para o Movimento da Legalidade, mas se dispusesse a fabricar metralhadoras, caso a luta pela posse de João Goulart desboca-se numa guerra civil, o que, felizmente, não aconteceu.
3. Lutou conseguiu criar vários municípios no Estado, destacando-se o de Sapucaia do Sul, um dos maiores do Estado, além de Catuípe, Boa Vista do Buricá, Maximiliano de Almeida e Colorado.
4. Apresentou projeto de lei criando o Fundo Agrícola, com a finalidade de incentivar a produção de trigo no Estado, visando diminuir as importações desse produto. Sua luta visava fazer com que os três Estados do Sul pudessem tornar o Brasil independente de importação do referido produto.
5. Atendendo pedido de um dos diretores da Livraria do Globo, foi autor da lei que concedeu pensão vitalícia ao poeta Mario Quintana, que teve condições financeiras para residir pelo resto da vida no Hotel Majestic.
Eleito Deputado federal em 7 de setembro de 1962, teve destacada atuação parlamentar, como, resumidamente, a seguir veremos:
Não apenas no parlamento, mas em quase todos os Estados Brasileiros, fez conferências e debates pregando a necessidade de implantação das Reformas de Base, principalmente da Reforma Agrária e da Limitação da remessa de lucro das multinacionais paro o Exterior.
Preocupados com o sucesso do comício de 13 de março de 1964, que reuniu mais de 200 mil pessoas na Central do Brasil para aplaudir o pronunciamento do Presidente João Goulart, as forças da reação deram o Golpe de 31 de Março, permitindo que os chamados Comandos da Revolução formados pelos Ministros do Exército, da Aeronáutica e da Marinha, editassem o ato Institucional Numero Um, de 10 de abril de 1964, caçando os direitos políticos de 100 brasileiros que eles consideravam os inimigos da Pátria. Dentre os caçados estavam nomes como Jango, Julião, Brizola, Ney Ortiz Borges, Jânio, além de outros. (Ver cópia da reportagem do jornal folha da tarde, de 10 de abril de 1964). Para evitar a prisão, ficou asilado na Embaixada da Iugoslávia, de onde saiu, com o nome trocado, indo residir no interior de Minas Gerais e posteriormente na cidade de Santos e no interior do Estado do Rio de Janeiro.
Em 1979, enfim com a Anistia, participou do encontro de Lisboa, no qual foram traçados as diretrizes do novo Trabalhismo Brasileiro.
No ano de 1981, participou da fundação do PDT, tendo sido indicado a compor os quadros diretivos do partido nas três esferas principais: Diretórios Federal, Estadual e Municipal, desempenhando inclusive o papel de primeiro Presidente da Zonal 114, maior zona eleitoral da Capital Gaúcha, integrada na época pela Ex - Presidente da República Sra. Dilma Vana Rousseff.
Em 1982, foi escolhido, de forma unânime, pelos Deputados Estaduais, a assumir a Procuradoria Geral da Assembléia Legislativa do Rio Grande do Sul.
No ano de 1986, foi candidato a Deputado Federal Constituinte, ficando na suplência, assim como no ano de 1994.
Em 2002, recebeu da Ordem dos Advogados do Brasil o jubileu de ouro, referente aos cinquenta anos de profissão.
No ano de 2003, foi candidato a Presidência do Diretório Estadual do PDT em votação direta de todos os filiados, bandeira que defendeu desde o primeiro seminário nacional do PDT.
No ano de 2006, devido ao grande trabalho partidário, foi eleito Vice- Presidente do Diretório Estadual do PDT.
Em 2007, foi agraciado pela OAB-RS com a Comenda Oswaldo Vergara, devido aos relevantes serviços prestados à classe profissional.
Em 2009, recebeu o título de Cidadão Honorário de Porto Alegre, em reconhecimento ao trabalho prestado durante toda uma vida.
De 2010 em diante, Ney Ortiz Borges fez parte do Conselho Político do PDT no Brasil e no Rio Grande do Sul, onde também cumpriu a missão de Secretario Especial do Interior.
Atualmente estava afastado da vida política e jurídica devido ao mal de Alzheimer, motivo de seu falecimento em 23 de fevereiro de 2021.

Filho de Sebastião Joaquim Borges e Juvelina Ortiz Borges, nasceu no 8° distrito de Soledade em 25 de junho de 1924. Ocupou o cargo de vereador de Porto Alegre, deputado estadual e deputado federal.

## Morte
Morreu em 24 de fevereiro de 2021 em decorrência do Alzheimer.